# Sachie Hirai
Sachie Hirai (平井 祥恵 Sachie Hirai, 19 de abril) es una Seiyū japonesa nacida en la Prefectura de Nara.

## Papeles interpretados

### Series de anime
- Love Stage!! como Ryōma Ichijō (niño); Biscuit; SUGIRIN (ep 10)
- Mujaki no Rakuen como Manatsu Kamiya (OVA)
- Chaika: The Coffin Princess: Avenging Battle como Niva Lada (ep 4-6, 9, 10)
- Hibike! Euphonium como Kotoko Himeagi; Band Member (ep 2, 4, 5, 9)
- Concrete Revolutio como Nana (ep 10, 13)
- Saga-ken o Meguru Animation como Estudiante (ep 1); Souta (joven) (ep 2)
- Joker Game como Sirvienta de la familia Ariaka (ep 10)
- Concrete Revolutio Season 2 como Nana (ep 8, 9)